# Louis Meulstee
Louis Meulstee (* um 1945) ist ein niederländischer Technikhistoriker und Funkamateur (Amateurfunkrufzeichen: PAØPCR). Bekannt ist er auch als Autor einer mehrteiligen Buchreihe, die unter dem Titel Wireless for the Warrior (WftW) veröffentlicht wurde.

## Leben und Werk
Er lebt in Ottersum, unweit der deutschen Grenze (keine 20 km südwestlich von Kleve), und befasst sich speziell mit der Geschichte der Funktechnik während und nach dem Zweiten Weltkrieg. Dabei liegt sein besonderer Fokus auf der britischen Armee, ihren Funkgeräten und ihren besonderen Methoden. Zu diesem Thema betreibt er eine Website (siehe auch: Website unter Weblinks), die laufend aktualisiert und erweitert wird und auf der eine Fülle von Informationen zur freien Verfügung gestellt wird. Dazu gehören technische Beschreibungen, Fotos und Zeichnungen. Darüber hinaus werden verwandte Themen behandelt, wie Telegrafie, Rettungsgeräte, Kurzwellentechnik und mehr.
Viele der dargebotenen Informationen basieren auf Dokumenten und Erkenntnissen, die im Royal Signals Museum erforscht wurden oder gesammelt sind. Louis Meulstee verbrachte zwischen 1980 und 2014 nahezu jedes Jahr mindestens eine Woche dort, um selbst zu recherchieren, zu fotografieren und auszuwerten. In der Folge hat er eine Reihe von Veröffentlichungen dazu verfasst.
Im Jahr 1998 entschied er sich, all dies auf der Website und in der Buchreihe WftW zusammenzufassen. Diese Bücher sind in erster Linie als praktischer Ratgeber und als Nachschlagewerk für Menschen gedacht, die sich für die Historie der militärischen Funkausrüstung interessieren. Dabei war niemals kommerzielles Interesse oder gar Gewinnstreben wichtig, sondern allein das Interesse am Thema und der Wunsch, das erworbene Wissen mit der Allgemeinheit zu teilen.
Im Jahr 2020 wurde WftW (Band 4) als „Louis Meulstee’s well-known ‘bible’ of spy radio sets“ (deutsch „Louis Meulstees wohlbekannte ‚Bibel‘ des Spionagefunks“) bezeichnet.

## Schriften (Auswahl)
- mit Detlev Vreisleben: Bugs. In: Lulu.com. 2019, ISBN 978-90-829965-0-0 (lulu.com).
- mit Chris Bisaillion: Key and Plug Assemblies. Mai 2014, S. 1–54 (wftw.nl).
- Wireless for the Warrior. In: Royal Signals Museum. 1995, ISBN 978-90-808277-2-1 (org.uk).
- Fixed Service Radio in The Netherlands. In: Proceedings of the Radio Club of America. Mai 1993, S. 10–21 (radioclublimburg.nl [PDF]).